# 麦克·罗伯逊地

麦克罗伯特森地在南极洲的位置

70°00′S 65°00′E / 70.000°S 65.000°E
麦克·罗伯逊地（英語：Mac. Robertson Land）位于东南极洲，北临印度洋，范围从威廉·斯科斯比湾向东延伸至德利角，东部包括了查尔斯王子山脉北部地区。麦克·罗伯逊地是澳大利亚和新西兰联合组成的一支探险队（1929－1931）以赞助人，墨尔本商人及慈善家麦克弗森·罗伯逊（Macpherson Robertson）的名字命名的。沿海有澳大利亚的莫森站等科学考察站。